# Grand Prix van de Mediterrane
De Grand Prix van de Mediterrane was een autosport-race gehouden op het Autodromo di Pergusa. De wedstrijd telde niet mee om het kampioenschap. De eerste race vond plaats in 1962, onder het Formule 1 reglement. Na de laatste Formule 1 race in 1965 werd er op het circuit gereden in de Formule 2 klasse. In 1985 werd de Formule 2 opgeheven, en vanaf datzelfde jaar werd een Formule 3000 race verreden.

## Resultaten

### Formule 1
| Jaar | Datum       | Winnaar         | Constructeur |
| ---- | ----------- | --------------- | ------------ |
| 1965 | 15 augustus | Jo Siffert      | Brabham-BRM  |
| 1964 | 16 augustus | Jo Siffert      | Brabham-BRM  |
| 1963 | 18 augustus | John Surtees    | Ferrari      |
| 1962 | 19 augustus | Lorenzo Bandini | Ferrari      |

### Formule 2
| Jaar | Datum         | Winnaar            | Constructeur    |
| ---- | ------------- | ------------------ | --------------- |
| 1984 | 29 juli       | Mike Thackwell     | Ralt-Honda      |
| 1983 | 31 juli       | Jonathan Palmer    | Ralt-Honda      |
| 1982 | 1 augustus    | Thierry Boutsen    | Spirit-Honda    |
| 1981 | 26 juli       | Thierry Boutsen    | March-BMW       |
| 1980 | 2 augustus    | Siegfried Stohr    | Toleman-Hart    |
| 1979 | 29 juli       | Eje Elgh           | March-BMW       |
| 1978 | 23 juli       | Bruno Giacomelli   | March-BMW       |
| 1977 | 24 juli       | Keke Rosberg       | Chevron-Hart    |
| 1976 | 25 juli       | René Arnoux        | Martini-Renault |
| 1975 | 27 juli       | Jacques Laffite    | Martini-BMW     |
| 1974 | 25 augustus   | Hans-Joachim Stuck | March-BMW       |
| 1973 | 27 augustus   | Jean-Pierre Jarier | March-BMW       |
| 1972 | 20 augustus   | Henri Pescarolo    | Brabham-Ford    |
| 1971 | niet verreden | niet verreden      | niet verreden   |
| 1970 | 23 augustus   | Clay Regazzoni     | Tecno-Ford      |
| 1969 | 24 augustus   | Piers Courage      | Brabham-Ford    |
| 1968 | 25 augustus   | Jochen Rindt       | Brabham-Ford    |
| 1967 | 20 augustus   | Jackie Stewart     | Matra-Ford      |

### Formule 3000
| Jaar | Datum       | Winnaar            | Construsteur       |
| ---- | ----------- | ------------------ | ------------------ |
| 1998 | 6 september | Juan Pablo Montoya | Lola-Zytek         |
| 1997 | 20 juli     | Jamie Davies       | Lola-Zytek         |
| 1996 | 21 juli     | Marc Goossens      | Lola-Zytek         |
| 1995 | 23 juli     | Ricardo Rosset     | Reynard-Ford       |
| 1994 | 17 juli     | Gil de Ferran      | Reynard-Zytek Judd |
| 1993 | 18 juli     | David Coulthard    | Reynard-Ford       |
| 1992 | 12 juli     | Luca Badoer        | Reynard-Ford       |
| 1991 | 7 juli      | Emanuele Naspetti  | Reynard-Ford       |
| 1990 | 22 juli     | Gianni Morbidelli  | Lola-Ford          |
| 1989 | 23 juli     | Andrea Chiesa      | Reynard-Ford       |
| 1988 | 17 juli     | Pierluigi Martini  | March-Judd         |
| 1987 | 19 juli     | Roberto Moreno     | Ralt-Honda         |
| 1986 | 20 juli     | Luis Perez-Sala    | Ralt-Ford          |
| 1985 | July 28     | Mike Thackwell     | Ralt-Ford          |